# Чикиуитланский масатекский язык
Чикиуитланский масатекский язык (Chiquihuitlán Mazatec, Mazateco de San Juan Chiquihuitlán, Mazateco del sur) — одна из более расходящихся[что?] разновидностей масатекского языка, у которого взаимопонятность с уаутланским вариантом составляет 47% (более похож), с аяутланским 37%, с сояльтепекским 29%, с искатланским 29%, и является престижным диалектом, и ещё менее понятен для других разновидностей масатекского языка. Распространён в муниципалитете Сан-Хуан-Чикиуитлан штата Оахака в Мексике.